# Париски метро
Париски метро или Метрополитан је део јавног превоза у Париској области. Постао је један од симбола града, познат по учесталости у самом граду као и униформној архитектури која је под утицајем сецесионистичког правца. После Московског метроа он је најпрометнији метро у Европи. Метро станица Шатле лес Алес је највећа метро станица на свету.
Париски метро је углавном подземан и дуг је 226,9 km (141,0 mi). Има 308 станица, од којих 64 имају преседање између линија. Постоји 16 линија (са још четири у изградњи), означених бројевима од 1 до 14, са две линије, 3bis и 7bis, које су назване јер су почеле као огранци Линије 3 и Линије 7. Линија 1 и Линија 14 су аутоматизоване. Линије су идентификоване на картама бројем и бојом, са смером кретања означеним терминусом.
Париски метро је превезао је 1,520 милијарди путника у 2015. години, 4,16 милиона путника дневно, што износи 20% укупног саобраћаја у Паризу. То је један од најгушћих метро система на свету, са 244 станице на 105,4 km2 (41 sq mi) града Париза. Шато–Ле Хал, са пет метро и три RER линије, једна је од највећих метро станица на свету. Међутим, систем генерално има лошу доступност, јер је већина станица изграђена под земљом дуго пре него што је лакића приступа постало значајно питање.

## Име
Реч метро настала је управо у Паризу као скраћеница за фирму која је управљала овим саобраћајним системом Compagnie du chemin de fer métropolitain de Paris, или кратко Метрополитан. Могуће да је само име фирме преузето из фирме која је управљала Лондонским метроом Metropolitan Railway. Касније овај назив још више скраћен на само метро. Метро је врло брзо постао популаран и у осталим језицима те је постао универзално име за овај вид транспорта у оквиру градова.

## Историја
Радови на париском метроу започети су новембра 1898. године. Прва линија отворена је 19. јула 1900. године током светске изложбе у Паризу. До Првог светског рата метро се веома брзо ширио, тако да је до 1920. године центар града био потпуно покривен. 1930-их године су се постојеће линије продужавале ка предграђима. Након Другог светског рата Париски метро се није превише градио али су се постојеће линије модернизовале.
Такође због наглог ширења Париске области био је неопходан још већи транспортни систем. Решење је нађено у новом систему тзв. RER-a (фр. réseau express régional), која је са својих 5 линија заправо представљала проширење постојећег метро система.

### Несреће
Током историје као у већини осталих метроа било је разних несрећа. Највећи инциденти у париском метроу су се десили:
- 10. августа 1903. године: велики пожар, 84 особе су погинуле
- 30. августа 2000. године: Услед превелике брзине и непостојања аутоматске контроле дошло је до искакања при чему је 24 особе лакше повређено
- 6. августа 2005. године: услед лоших инсталација дошло је до пожара у возу при чему је повређено 19 особа
- 29. јула 2007 године: пожар у једном од возова узроковао је повреду 15 особа

## Карактеристике
Мрежа Париског метроа је изузетно густа, па су станице релативно близу једна другој: 548 метара у просеку су удаљене једна од друге. Метро је у највећем делу подземан и то претежно у самом центру града. Ка периферији метро прелази у надземне пруге које су укупне дужине 17 km од укупних 214 km. Линије метроа су испресецане линијама воза РЕР-а, који саобраћа до удаљенијих приградских насеља и аеродрома.
Због разноликог састава тла тунели су релативно близу површине, са изузетком линије 12 испод Монмартра. Углавном је поштовано правило о радијусу кривина од 75 метара. Колосек је стандардне ширине од 1.435 m, а електрична енергија се добија из треће шине која је под напоном од 750 V. Ширина вагона је 2,4 m. Број вагона варира од три до шест, а најчешће је пет. Осам вагона је могућ само на линији 14.
Од 2012. године у многим париским метро станицама је омогућен бесплатан приступ интернету.

### Радно време
Први возови напуштају почетне станице ујутру у 5.30. Задњи воз приступа задњој станици ноћу у 1.15, осим петком и суботом и значајнијим празницима када долазе у 2.15.

### Тарифни систем
Карте се могу купити на киосцима и аутоматима на самим станицама. Карте или смарт картице су неопходне како би се прошло ка перонима. На улазу се налазе аутоматске рампе које се отварају само очитавањем смарт картица или једнократних карти. Стандардна карта подразумева један улаз и један излаз кроз рампе, те је стога могуће вршити преседања кроз више линија метро система. Поред једнократних карти постоје и:
- Дневна карта
- Недељна карта
- Месечна карта
- Годишња карта
- карта која може трајати 3 или 5 дана за зоне од 1-3. Ова карта је веома погодна за туристе.

### Линије
Париски метро тренутно има 16 линија, од које су линија 3 и 7 додатно подељене.
| Линија | Релација                                     | Почела | Дужина у km | Број станица | Број вагона    | Број возова у шпицу |
| ------ | -------------------------------------------- | ------ | ----------- | ------------ | -------------- | ------------------- |
| 01     | Ла Дифенс ↔ Шатоу де Винсенс                 | 1900   | 16.6        | 25           | 6              | 45                  |
| 02     | Порт Дофи ↔ Насион                           | 1900   | 12.3        | 25           | 5              | 37                  |
| 03     | Порт де Левало ↔ Галеми                      | 1904   | 11.7        | 25           | 5              | 40                  |
| 03bis  | Гамбета ↔ Порт де Лилас                      | 1921   | 1.3         | 4            | 3              | 4                   |
| 04     | Порт де Клигнакорт ↔ Мари де Монтруж         | 1908   | 12.1        | 27           | 6              | 40                  |
| 05     | Бобни - Пабло Пикасо ↔ Плејс д Итали         | 1906   | 14.6        | 22           | 5              | 45                  |
| 06     | Аеродром Шарл де Гол ↔ Насион                | 1907   | 13.7        | 28           | 5              | 37                  |
| 07     | Ла Курнев ↔ Вилжиф - Луј Арагон / Мар Д Иври | 1910   | 18.6        | 38           | 5              | 60                  |
| 07bis  | Луј Бланк ↔ Пре Сен-Жерве                    | 1911   | 3.1         | 8            | 3              | 6                   |
| 08     | Балард ↔ Понт де Лак                         | 1913   | 23.4        | 38           | 5              | 50                  |
| 09     | Пон де Севр ↔ Мари де Монтрел                | 1922   | 19.6        | 37           | 5              | 57                  |
| 10     | Булоњ - Понт де Сен Кло ↔ Жер Астерлиз       | 1913   | 11.7        | 23           | 5              | 24                  |
| 11     | Шалет ↔ Мари де Лилас                        | 1935   | 6.3         | 13           | 4              | 20                  |
| 12     | Фрон Популер ↔ Мари Дизи                     | 1910   | 15.3        | 29           | 5              | 37                  |
| 13     | УниверзитетСен Дени ↔ Шатилон Монтруж        | 1911   | 24.3        | 32           | 5              | 50                  |
| 14     | Aeroport orly ↔ saint denis pleyel           | 1998   | 9.2         | 9            | 6 максимално 8 | 18                  |

## Будућност

### У изгрдњи
- Траса од 6 km (3,7 mi) продужетка линије 11 на исток од Мари де Лила до Рони-Бва-Периер (RER) са шест нових станица.[10] Отварање овог дела је тренутно заказано за 2023. годину.[10]
- Као део пројекта Гранд Париз Екпрес:[[11]
  - Траса од 14 km (8,7 mi) продужетак линије 14 ка југу од Олимпијаде до аеродрома Орли са седам нових станица.[12] Отварање овог дела је тренутно заказано за 2024. годину.[13]
  - Продужетак линије 14 на север од Мари де Сант-Тва до Сант-Дени Плејел са једном новом станицом. Отварање ове деонице је тренутно заказано за 2024. годину.[11]
  - Прва (јужна) деоница будуће линије 15 између Понт де Севра и Нојзи–Шампс RER. Ова деоница је дуга 33 km (21 mi) и имаће шеснаест станица.[14][11] Отварање је тренутно планирано за 2025. годину.[15][16]
  - Прва (северна) деоница будуће линије 16 између Сен-Дени Плејела и Клиши-Монфермеја са седам нових станица.[11] Отварање је тренутно планирано за 2026. годину.[17][16]
  - Прва (јужна) деоница будуће линије 17 између Ле Бурже RER и Ле Борже аеродрома са једном новом станицом.[11] Отварање је тренутно планирано за 2026. годину.[18][16]

### Планирано
- Гранд Париз Екпрес, пројекат који укључује кружну линију од 75 km (47 mi) око Париза са 4 нове линије париског метроа: линије 15, 16, 17 и 18. Линија 15, најдужа од нових линија, биће кружна линија око Париза. Линија 17 ће саобраћати до аеродрома Шарл де Гол. Друге две линије ће опслуживати предграђе Париза. Гранд Парис Екпрес ће имати укупан распон од 200 km (120 mi) и бројаће 68 станица. Гранд Париз Екпрес ће драматично побољшати превоз у градској зони Париза за милион путника дневно почевши од 2024. године са инаугурацијом јужног дела кружне линије 15.[19][16]
- Продужетак линије 1 од Шато де Винсен до станице Вал де Фонтене (нема званичне временске најаве).[20]
- Продужетак линије 10 од Гар д'Остерлиц до Иври–Плас Гомбета или чак станице Лес Ардван (не пре 2030. године).[21]